# Prince Edward Island Route 3
Die Route 3 in der kanadischen Atlantikprovinz Prince Edward Island hat eine Länge von ca. 33 km. Sie wird von der Provinzverwaltung als Arterial Highway geführt. Die Strecke erschließt die östlichen Bereiche der Insel, sie beginnt als Abzweig vom Trans-Canada Highway bei Cherry Valley. Sie führt nach Osten vorbei am Brudenell River Provincial Park und endet in Georgetown.